# Jījag
Jījag (persiska: Jījong, جیجگ, Jījk) är en ort i Iran.   Den ligger i provinsen Khorasan, i den östra delen av landet, 800 km öster om huvudstaden Teheran. Jījag ligger 2 133 meter över havet och antalet invånare är 124.
Terrängen runt Jījag är kuperad västerut, men österut är den platt. Terrängen runt Jījag sluttar österut. Runt Jījag är det glesbefolkat, med 12 invånare per kvadratkilometer. Närmaste större samhälle är Naqenj, 6,6 km norr om Jījag. Omgivningarna runt Jījag är i huvudsak ett öppet busklandskap.